# أناستاسيا دافيدوفا
أناستاسيا دافيدوفا (الروسية: Анастаси́я Семёновна Давы́дова) هي لاعبة أولمبية لرياضة سباحة متزامنة من روسيا. شاركت في الأولمبياد الصيفي في 2004–2012، وفازت بما مجموعه 5 ميداليات.

## الميداليات
| ذهب | فضة | برونز | المجموع |
| 5   | 0   | 0     | 5       |

## روابط خارجية
- أناستاسيا دافيدوفا على موقع الاتحاد الدولي للسباحة (الإنجليزية)
- أناستاسيا دافيدوفا على موقع قاعة مشاهير السباحة العالمية (الإنجليزية)
- أناستاسيا دافيدوفا على موقع اللجنة الأولمبية الدولية (الإنجليزية)
- أناستاسيا دافيدوفا على موقع أوليمبيديا (الإنجليزية)